# Pam Gems
Pam Gems, nacida como Iris Pamela Price (Bransgore, 1 de agosto de 1925-Londres; 13 de mayo de 2011) fue una dramaturga británica Creó numerosas obras originales y varias adaptaciones de obras de dramaturgos europeos del pasado. Es más conocida por su musical de 1978 Piaf sobre Édith Piaf.

## Biografía
Iris Pamela Price nació en Bransgore, Hampshire e hizo su primera obra de teatro, una historia de goblins y duendes, representada cuando tenía ocho años por sus compañeros en la escuela primaria. Estudió psicología en la Universidad de Mánchester, de donde se graduó en 1949. Alrededor de los cuarenta años comenzó a escribir profesionalmente.
Fue nominada a dos premios Tony: por Stanley (Mejor obra) en 1997 y por Marlene (mejor libro de un musical), protagonizada por Siân Phillips como Marlene Dietrich, en 1999. Gems adaptó obras de dramaturgos que van desde Henrik Ibsen, Federico García Lorca y Anton Chekhov hasta Marguerite Duras.

## Familia
Se casó con el arquitecto Keith Gems y la pareja tuvo cuatro hijos. En 2003 fue objeto de escrutinio cuando surgieron acusaciones de que Keith era su primo directo. Se pensó que esto era la inspiración para su obra La hija de Deborah.

## Listado de obras
Trabajos tempranos, (1972–1976)
- Betty's Wonderful Christmas (1972), Cockpit Theatre, Londres
- Mi Warren y después del cumpleaños (1973), Casi libre teatro, Londres
- Miz Venus y Wild Bill (1973), Casi libre teatro, Londres
- Después del cumpleaños (1973)
- El cortejo amable de Miz Venus y Wild Bill (1974), Casi libre teatro, Londres
- Go West Young Woman (1974), The Roundhouse, Londres
- Arriba en Suecia (1975), Haymarket, Leicester
- Me llamo Rosa Luxemburgo (adaptación), (1975)
- Arriba en Suecia (1975)
- Ríos y bosques (adaptación), (1976)
- Dead Fish (alias Dusa, Fish, Stas And Vi, 1976), Festival de Edimburgo
- Ginebra (1976), Festival de Edimburgo
- El proyecto (1976), Soho Poly, Londres

Obras del segundo periodo, (1977–2000)
- Franz Into April (1977), ICA, Londres
- Queen Christina (1977), Otro lugar, Stratford-on-Avon
- Piaf (1978), Otro lugar, Stratford-on-Avon
- Ladybird, Ladybird (1979), The King's Head, Islington, Londres
- Sandra (1979), Londres
- Tía Mary (1982), Warehouse Theatre, Londres
- The Treat (1982), ICA, Londres
- The Cherry Orchard (adaptación) (1984)
- Noche de variedades (1982), Londres
- Camille (adaptación) (1984)
- Mujeres amorosas (1984)
- El asunto de Danton (1986)
- Pasionaria (1985), Teatro Playhouse, Newcastle upon Tyne
- Arther y Guinevere (1990), Edimburgo
- La gaviota (adaptación) (1991)
- El ángel azul (1991), Otro lugar, Stratford-on-Avon
- La hija de Deborah (1994), Manchester
- Fantasmas (adaptación) (1994)
- Marlene (1996), Oldham
- Stanley (1996), Londres
- En la ventana (1997)
- El palacio de nieve (1998)
- Ebba (1999)

Obras tardías (2000-)
- Girabaldi, Si! (2000)
- Linderhof (2001)
- Mrs Pat (2002), Theatre Royal, York
- Yerma (adaptación) (2003), Royal Exchange Theatre Manchester
- No Joan the Musical (2003)
- La dama del mar (adaptación) (2003), Almeda Theatre London
- La Sirenita (adaptación) (2004), Teatro Greenwich, Teatro Riverside, Londres
- Nelson (2004), Teatro Nuffield, Southampton
- Broadway Lady (2007)
- Piaf (2008), Donmar Warehouse, Londres
- Winterlove (2009), The Drill Hall, Londres[8]
- Despachos (2009), The Drill Hall, Londres[9]

## Otras lecturas
- Godiwala, Dimple (2006). Queer Mythologies The Original Stageplays of Pam Gems. Bristol, Portland, Oregon: Intellect. ISBN 1-84150-135-2.